# Ilona Kramen'
Ilona Ėduardaŭna Kramen', accreditata  Ilona Kremen secondo la traslitterazione anglosassone (in bielorusso Ілона Эдуардаўна Крамень?; Minsk, 18 gennaio 1994), è un'ex tennista bielorussa.

## Carriera
Nel circuito ITF ha vinto trentatré titoli di cui quattro in singolare e ventinove in doppio.
Come professionista ha perso al primo turno delle qualificazioni agli US Open 2013 e agli Australian Open 2014.
Ha giocato otto incontri con la squadra bielorussa di Fed Cup vincendone quattro.

## Statistiche ITF

### Singolare

#### Vittorie (3)
| Torneo 100 000 $ (0) |
| Torneo 75 000 $ (0)  |
| Torneo 50 000 $ (0)  |
| Torneo 25 000 $ (1)  |
| Torneo 15 000 $ (0)  |
| Torneo 10 000 $ (2)  |

| N. | Data            | Torneo                           | Superficie  | Avversaria in finale | Score               |
| 1. | 7 agosto 2011   | ITF Ladies Future Vienna, Vienna | Terra rossa | Kateřina Vaňková     | 6-1, 6-1            |
| 2. | 4 dicembre 2011 | GD Tennis Academy, Adalia        | Terra rossa | Ksenija Milevskaja   | 7-6(6), 6(4)-7, 6-1 |
| 3. | 9 giugno 2013   | Agri Open, Ağrı                  | Sintetico   | Ana Veselinović      | 6-4, 6-4            |
| 4. | 20 agosto 2016  | Superior Cup, Charkiv            | Terra rossa | Anastasija Fedoryšyn | 6-1, 7-5            |

### Doppio

#### Vittorie (8)
| Torneo 100 000 $ (0) |
| Torneo 75 000 $ (0)  |
| Torneo 50 000 $ (1)  |
| Torneo 25 000 $ (4)  |
| Torneo 15 000 $ (0)  |
| Torneo 10 000 $ (3)  |

| N. | Data             | Torneo                                                           | Superficie  | Compagna               | Avversarie in finale                              | Punteggio           |
| 1. | 26 marzo 2011    | GD Tennis Cup, Adalia                                            | Terra rossa | Demi Schuurs           | Martina Gledačeva Isabella Šinikova               | 3-6, 7-6(3), [10-8] |
| 2. | 13 agosto 2011   | Innsbruck Open, Innsbruck                                        | Terra rossa | Viktorija Kan          | Patricia Haas Veronika Sepp                       | 2-6, 6-3, [10-5]    |
| 3. | 27 agosto 2011   | KELAG Ladies Open, Pörtschach                                    | Terra rossa | Viktorija Kan          | Pia König Yvonne Neuwirth                         | 6-1, 6-3            |
| 4. | 6 aprile 2013    | St. Dominic USTA Pro Circuit $25,000 Women's Challenger, Jackson | Terra verde | Angelique van der Meet | María Fernanda Álvarez Terán Verónica Cepede Royg | 6-3, 6-4            |
| 5. | 16 novembre 2013 | Pavlov Cup, Minsk                                                | Cemento (i) | Aljaksandra Sasnovič   | Anna Danilina Ol'ga Dorošina                      | 7-6(3), 6-0         |
| 6. | 19 aprile 2014   | Dothan Pro Tennis Classic, Dothan                                | Terra verde | Anett Kontaveit        | Shelby Rogers Olivia Rogowska                     | 6-1, 5-7, [10-5]    |
| 7. | 21 giugno 2014   | Pavlov Cup, Minsk                                                | Terra rossa | Irina Chromačëva       | Lidzija Marozava Svjatlana Piraženka              | 7-5, 6-0            |
| 8. | 23 agosto 2014   | Kivenappa Ladies Cup, San Pietroburgo                            | Terra rossa | Vitalija D'jačenko     | Natela Dzalamidze Anastasija Pivovarova           | 6-1, 6-3            |